# ال کیسکو
ال کیسکو (به اسپانیایی: El Quisco) یک شهرستان در شیلی است که در استان سن آنتونیو واقع شده‌است. ال کیسکو ۵۰٫۷ کیلومتر مربع مساحت و ۱۱٬۳۲۹ نفر جمعیت دارد و ۱۳ متر بالاتر از سطح دریا واقع شده‌است.

## خواهرخوانده
شهر اریهوئلا خواهرخواندهٔ ال کیسکو هست.